# Тасопуло
Острво Тасопуло се налази , у Грчкој, на северној страни од острва Тасос близу града Керамоти.
Поред њега пролазе трајекти на релацији Керамоти - Лименас.
Острво је са укупном површином од 0,6 km² и узвишењима од 60 до 80 m. Није насељено а обала острва није превише разуђена. Елипсастог је облика дужине 1550 м и ширине 300-500 м.